# Saarländisches Oberlandesgericht

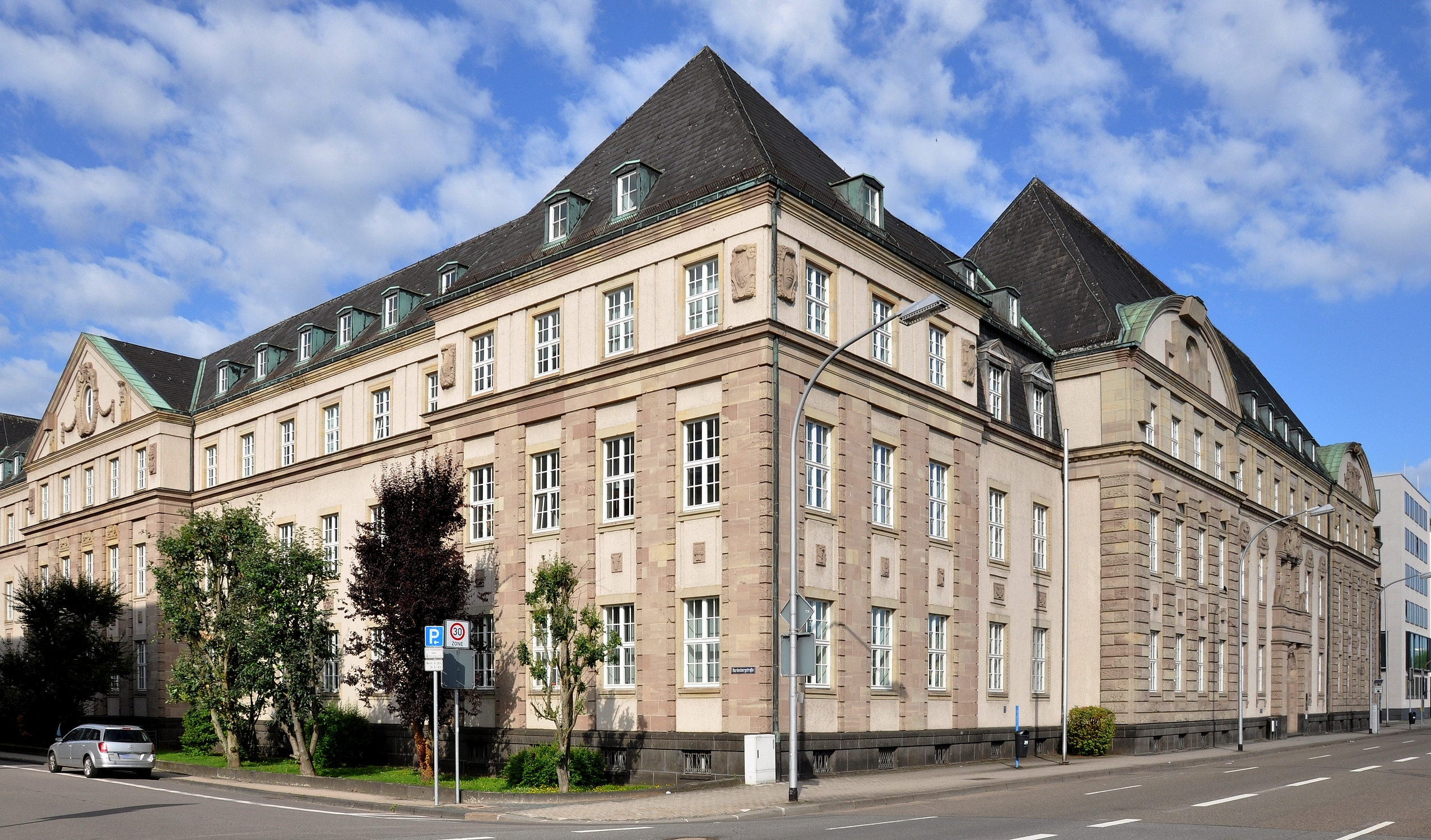
Gebäude des Saarländischen Oberlandesgerichts und des Landgerichts Saarbrücken

Das Saarländische Oberlandesgericht ist das oberste Gericht der ordentlichen Gerichtsbarkeit des Saarlandes.

## Gerichtssitz und -bezirk
Das Oberlandesgericht (OLG) hat seinen Sitz in der Landeshauptstadt Saarbrücken.
Der Gerichtsbezirk erstreckt sich auf das gesamte Gebiet des Landes. Er umfasst damit eine Fläche von etwa 2571 km2 mit einer Einwohnerzahl von ca. 995.000 (Stand 30. September 2017).
Im Bezirk des Oberlandesgerichts sind 1.370 Rechtsanwälte und Syndikusrechtsanwälte zugelassen (Stand: 1. Januar 2023).

## Gerichtsgebäude
Das Saarländische Oberlandesgericht ist zusammen mit dem Landgericht Saarbrücken im Anwesen Franz-Josef-Röder-Straße 15 untergebracht, ein eigens als Gerichtssitz errichtetes repräsentatives Gebäude, mit dessen Bau im Jahre 1911 begonnen wurde.

## Über- und nachgeordnete Gerichte
Als Oberlandesgericht ist dem Gericht lediglich der Bundesgerichtshof in Karlsruhe übergeordnet. Nachgeordnet im Instanzenzug sind, als einziges Landgericht des Gerichtsbezirkes, das Landgericht Saarbrücken sowie die diesem nachgeordneten Amtsgerichte.

## Leitung
Die Präsidenten des Saarländischen Oberlandesgerichts waren:
- 1946–1953: Hans Neureuter
- 1954: Karl Imig
- 1956–1964 Erich Lawall
- 1964–1971 Rolf Best
- 1971–1985 Wilhelm Gehrlein
- 1985–1995 Günter Ellscheid (* 30. November 1930)
- 1995–2016 Roland Rixecker
- 2017–2022 Margot Burmeister
- Seit 2023 Hans-Peter Freymann

## Geschichte
Das für den preußischen Teil des heutigen Saarlands zuständige Oberlandesgericht war bis zum Ende des Ersten Weltkriegs das Oberlandesgericht Köln, für den bayerisch-pfälzischen Teil das Oberlandesgericht Zweibrücken. Zur Zeit des Saargebiets unter französischem Völkerbundmandat gab es von 1921 bis 1935 den Obersten Gerichtshof in Saarlouis. Ab 1938 war das Oberlandesgericht Zweibrücken auch dem Landgericht Saarbrücken (also dem ehemals preußischen Teil) übergeordnet.
Nach Einrichtung des Saarlandes durch die französische Besatzungsmacht wurde das Oberlandesgericht in Saarbrücken am 9. August 1946 errichtet und am 24. Oktober 1946 eröffnet.
Bis zum Beitritt des Saarlandes zur Bundesrepublik 1956/57 war beim Saarländischen Oberlandesgericht ein französisch-saarländischer „gemischter Senat“ eingerichtet, der die Zuständigkeit für alle Fälle hatte, in denen aufgrund des Wirtschaftsanschlusses französisches Recht anzuwenden war. Dieser bestand aus fünf Richtern, von denen drei Franzosen waren – darunter der Vorsitzende. Die Anklage vor ihm vertraten französische Staatsanwälte, die einem französischen Generalstaatsanwalt am Saarländischen Oberlandesgericht unterstellt waren. Auf Antrag des französischen Generalstaatsanwalts konnte der gemischte Senat sich selbst für zuständig und damit den jeweiligen (rein) saarländischen Senat für unzuständig erklären. Der gemischte Senat verfuhr nach französischem Prozessrecht, seine Urteile wurden in französischer Sprache verfasst und ergingen „im Namen des französischen Volkes und des saarländischen Volkes“. Gegen sie war Revision zum französischen Kassationshof zulässig. Die Anklage in Strafverfahren gegen im Saarland eingesetzte französische Beamte oder Soldaten durfte nur von französischen Staatsanwälten erhoben werden. Das Verfahren fand im Fall von Verbrechen (crimes) in erster Instanz, anderenfalls in der Berufungsinstanz vor dem gemischten Senat des Saarländischen Oberlandesgerichts statt, für den die französische Strafprozessordnung galt.
Von 2017 bis 2022 hatte Margot Burmeister als erste Frau das Präsidentenamt am Saarländischen Oberlandesgericht inne.